# Craugastor brocchi
Pour les articles homonymes, voir Brocchi.
Espèce
Synonymes
- Hylodes brocchi Boulenger in Brocchi, 1882
- Eleutherodactylus brocchi (Boulenger, 1882)

Statut de conservation UICN

 VU B1ab(iii) : Vulnérable
Craugastor brocchi est une espèce d'amphibiens de la famille des Craugastoridae.

## Répartition
Cette espèce se rencontre de 1 200 à 2 000 m d'altitude :
- au Guatemala dans les sierras de las Minas et de los Cuchumatanes ;
- au Mexique à l'est du Chiapas.

## Description
Les mâles mesurent de 37,1 à 51,0 mm et les femelles de 66,1 à 83,3 mm.

## Étymologie
Cette espèce est nommée en l'honneur de Paul Brocchi.

## Publication originale
- Brocchi, 1882 : Mission Scientifique au Mexique et dans l'Amérique Centrale, troisième Partie, deuxième Section, Étude sur les Batraciens, livraison 2, p. 57-96.